# RD-108-8D75-1958
RD-108-8D75-1958 – radziecki silnik rakietowy. Skonstruowany przez OKB Głuszko. Stanowił napęd członu Łuna 8K72-1 rakiet Łuna 8K72. Produkowany w latach 1958–1960.
Podane oznaczenie utworzone zostało z oznaczenia konstruktora (RD-108) i oznaczenia rządowego (8D75-1958). Liczba 1958 pochodzi od rocznej daty zaprojektowania silnika.